# L型小惑星
L型小惑星(L-type asteroid)は、比較的珍しい小惑星の分類である。0.75μmに強い赤色のスペクトルを持ち、波長の長い方に平坦に続いていく。K型小惑星と比べると、可視光の波長でより赤く、赤外波長で平坦なスペクトルを持つ。
トーレンの分類では、「特徴のない」S型小惑星と記述される。L型小惑星は、公式にはSMASS分類で導入されたが、以前の研究でも、この型の2つの小惑星であるアクィタニアとアナコスティアの特異なスペクトルについて言及されていた。

## Ld型小惑星
SMASS分類で提案されている、L型小惑星と同様に0.75μmから波長の長い方に平坦なスペクトルが続くが、D型小惑星のように可視光波長でより赤い小惑星のグループである。一例はレオニシスであるが、この小惑星はA型小惑星にも分類されている。